# Baronia de Mur
La baronia de Mur, també anomenada de Mur d'Alzina, és una de les baronies històriques del Pallars Jussà, juntament amb les d'Abella, Bellera, Erill i Orcau.

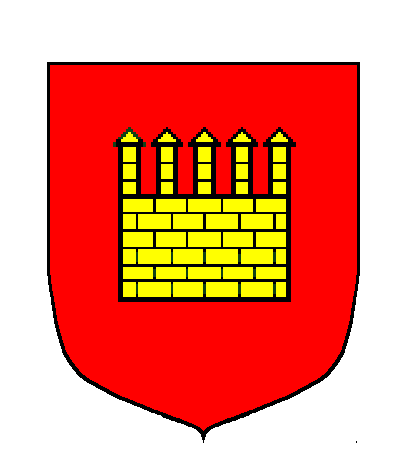
Escut dels barons de Mur

Centrada en el castell de Mur, incloïa els següents pobles o caseries i parròquies: Mur, que n'era la capital, Alzina, Beniure, Cellers, Collmorter, les Esplugues, les Espones, Estorm, Guàrdia de Noguera, el Meüll, Moror, Puigcercós, Santa Llúcia de Mur, entre d'altres.
Els Mur foren una extensa família a l'edat mitjana, que deixaren empremta, en els pobles pallaresos. Primer foren castlans, sota el senyoriu del comte pallarès corresponent. Foren de Mur tots els senyors entre, almenys, el segle xi i 1576: Arnau, fill dels comtes Ramon V i Valença de Tost, Pere, que ho era el 1100, Acard, que fou un dels signataris del jurament de Pau i Treva entre el comte de Pallars Jussà i el bisbe d'Urgell, Bernat, que el 1194 cedí al rei els castells de Puigcercós i Prissa i fou paborde de Santa Maria de Mur, Acard, que recuperà Puigcercós, un tercer Acard, fill de l'anterior, que ho era el 1284, un quart Acard, baró de Mur el 1300, Simó, mort al Rosselló el 1354 en la guerra entre Pere el Cerimoniós i el rei de Mallorques, el seu fill Dalmau, conseller del Cerimoniós, Lluís, que era també baró d'Albi i de Cervià i traslladà la seva residència a Barcelona (a la plaça de Santa Anna) i Hug, darrer membre de la nissaga dels Mur.
Dels anteriors, els més destacats foren:
- Bernat de Mur, que estudià dret a Bolonya i arribà a bisbe de Vic; fou molt amic de Sant Ramon de Penyafort, i era una persona amant de l'art i de la cultura. Morí a Barcelona el 1264;
- Guillem de Mur, destacat trobador del qual s'ha conservat un sirventès dedicat a Jaume I;
- Dalmau de Mur i de Cervelló, eclesiàstic que fou bisbe de Girona, arquebisbe de Tarragona i arquebisbe de Saragossa, canceller de la Corona d'Aragó i va intervenir decisivament a les Corts del 1430 i del 1452. Gran amant, també, de l'art i de la cultura, protegí nombrosos artistes i feu sovint de mecenes. Essent bisbe de Girona promogué la construcció a nau única de la Seu de Girona.

El 1576 s'extingí la línia sucessòria masculina, i Brianda de Mur, la darrera de la nissaga, aportà la baronia com a dot en el seu casament amb l'hereu dels Carròs d'Arborea, dels quals, al segle xvi mateix, passà als Maça de Liçana, senyors de Moixent. El 1576 la baronia fou dividida entre els dos descendents directes més propers: els germans Pere i Isabel Maça de Liçana Carròs d'Arborea. El títol, indivís, passà per un costat als Cascante, als Portugal i als Silva, que foren després Ducs d'Híjar, i per l'altre, als Caçador, als Cellerés, als Oliver i als Fors.